# Italian American Museum of Cleveland
L'Italian American Museum of Cleveland ("Museo Italoamericano di Cleveland") o  IAMCLE, è un museo nel quartiere Little Italy di Cleveland in Ohio, sul patrimonio, la storia, l'identità e le tradizioni della comunità italoamericana della città. Il museo è stato fondato dai giudici Basil M. Russo e Deborah J. Nicastro per il Columbus Day del 2020.  L'apertura al pubblico è tuttavia avvenuta parzialmente nel luglio 2021, mentre l'inaugurazione ufficiale è avvenuta il 1 ottobre 2021. Il museo è sponsorizzato dall'Italian Sons and Daughters of America (ISDA) e lavora in collaborazione con la Western Reserve Historical Society .